# Óscar Waiss
Óscar Waiss Band (Concepción, 16 de noviembre de 1912-Santiago, 19 de septiembre de 1994) fue un abogado, escritor y periodista chileno. Hijo de Samuel Waiss y Ana Band Band y hermano de Helena Waiss Band, fundadora de la Escuela Moderna de Música y Danza en Santiago.
Estudió en el Liceo de Aplicación y luego ingresó a la Universidad de Concepción donde se tituló como abogado. En sus años como estudiante se vinculó al Grupo Avance y a las Juventudes Comunistas. Fue expulsado por oponerse a la línea estalinista del partido. Junto a dirigentes como Manuel Hidalgo Plaza, Humberto Mendoza, Humilde Figueroa y Carlos Acuña forma la Izquierda Comunista. En 1936 se sumó de manera definitiva al Partido Socialista de Chile.
Se dedicó a escribir ensayos sobre el socialismo y otras teorías revolucionarias. Como abogado, fue asesor de la fracción socialista del Frente Nacional de la Vivienda. En 1948 militó en el Partido Socialista Popular e integró su Comité Central.
Fue candidato a diputado por la Decimoséptima Agrupación Departamental de Concepción, Talcahuano, Tomé, Yumbel y Coronel en la elección complementaria del 18 de marzo de 1951, siendo vencido por la radical Inés Enríquez Frödden, quien fue la primera mujer parlamentaria de la historia.
Escribió en el diario El Clarín, donde firmaba sus artículos con el pseudónimo de Lord Callampa. Durante el gobierno de Salvador Allende y la Unidad Popular se hizo cargo de La Nación.
El Golpe de Estado y la posterior dictadura militar que se estableció en 1973 lo mandó al exilio a la República Democrática de Alemania y a otros países de Europa, donde continuó publicando artículos. Fue profesor de Derechos Humanos en la Facultad de Derecho de la Universidad de Frankfurt am Main en la República Federal de Alemania.
Falleció de un ataque cardíaco en septiembre de 1994.

## Obras
- Frente Popular y lucha de clases (1936)
- ¿Grove al poder o Frente Popular al poder? (1936)
- El drama socialista (1948)
- Nacionalismo y socialismo en América Latina (1954)
- Amanecer en Belgrado
- Vía pacífica y revolución (1961)
- Chile, ni siquiera una tumba. Relatos de prisión y exilio (1977)
- Allende ¿Reformista o revolucionario? (1978)
- Chile Vivo: Memorias de un socialista, 1928-1970 (1986)[1]